# Michael Kauter
Michael Kauter (Berna, 18 febbraio 1979) è uno schermidore svizzero, specialista della spada.
È figlio di Christian Kauter.

## Palmarès
In carriera ha conseguito i seguenti risultati:
- Europei di scherma

2008 - Kiev: bronzo nel spada individuale.
2009 - Plovdiv: argento nel spada a squadre.